# Onthophagus pseudoconvexicollis
Onthophagus pseudoconvexicollis es una especie de insecto del género Onthophagus, familia Scarabaeidae, orden Coleoptera.

Fue descrita científicamente por Bai & Yang en 2016.